# Wallace Stevens
Wallace Stevens (Reading (Pensilvania), 2 de octubre de 1879-Hartford (Connecticut), 2 de agosto de 1955) fue un poeta estadounidense, adscrito, como T. S. Eliot, a la corriente vanguardista (modernism: modernismo anglosajón, que no debe confundirse con el modernismo hispánico, anterior cronológicamente y con un programa estético diverso) en lengua inglesa. 
Trabajó toda su vida como abogado de compañías de seguros. En 1955 obtuvo el Premio Pulitzer de Poesía.

## Biografía
Nació del matrimonio entre Garrett Barcalow Stevens, abogado, y Margaretha Catharina Zeller Stevens, antigua maestra de escuela. Fue el segundo de cinco hijos. 
En 1922, escribió al director de una revista: 

Evíteme, por favor, contar los datos biográficos. Soy abogado y vivo en Hartford. Estos hechos no son divertidos ni reveladores.

Stevens estudió en Harvard y Nueva York, y trabajó brevemente como periodista. Obtuvo el título de abogado en la New York Law School, en 1903. Tras un largo noviazgo, contrajo matrimonio con Elsie Viola Rachel, en 1909. Tuvieron una hija, Dolly Stevens, en 1924. El matrimonio acabó distanciándose, pero nunca se divorció. La hija posteriormente publicaría las cartas de su padre y una colección de poemas.
En 1908 fue contratado por la American Bonding Company. En 1914 era vicepresidente de la Equitable Surety Company, de San Luis, Misuri. Posteriormente, fue contratado por la Hartford Accident and Indemnity Company, dejando New York City para vivir en Hartford, Connecticut, donde se asentaría definitivamente. En 1934, fue nombrado vicepresidente de la compañía. Tras obtener el Premio Pulitzer en 1955, se le propuso aceptara un puesto en Harvard, pero el poeta declinó la oferta.
Stevens fue bautizado como católico en 1955, mientras agonizaba de un cáncer incurable. Esta conversión sería sin embargo desmentida por su hija. Tras abandonar el hospital por un corto periodo, fue reingresado, falleciendo el 2 de agosto de 1955, a la edad de 75 años.
Stevens es un ejemplo de poeta tardío, pues la parte más importante de su obra apareció después de haber cumplido los 50 años, hecho destacado por el crítico Harold Bloom, cuando afirma: «El poeta que había escrito The Man with the Blue Guitar había superado su larga crisis y a los cincuenta y ocho años estaba listo para empezar de nuevo».

## Poesía: imaginación y realidad
Stevens empleaba un amplio vocabulario y tenía mucha precisión en la elaboración de sus poemas, pero, a la vez, indagaba sobre la noción de poesía como la fusión suprema de la imaginación creativa y la realidad objetiva. Quizás por ello fue considerado mucho tiempo un poeta difícil.
Stevens es un poeta de ideas, las cuales buceaban en las interrelaciones imaginación-realidad, así como conciencia-mundo. Para Stevens, "imaginación" no es equivalente a conciencia, como tampoco "realidad" se identifica con el mundo existente más allá de nuestra mente. La realidad es producto de la imaginación, la cual conforma el mundo. Así, la realidad es una actividad, no un concepto estático. Para dar sentido al mundo es preciso elaborar un punto de vista a través de un ejercicio de la imaginación. Pero no se trata de un estéril esfuerzo filosófico, sino del apasionado compromiso de otorgar a las cosas un orden y un significado.
Stevens sugiere que vivimos inmersos en una suerte de tensión entre las formas, a través de las cuales establecemos el mundo y las ideas ordenadas que nuestra imaginación propone. El mundo nos influye en toda esfera de actividad: 

The dress of a woman of Lhassa,

In its place,

Is an invisble element of that place

Made visible.
El vestido de una mujer de Lasa

en su lugar,

es elemento invisible de ese lugar

ya hecho visible.
Anecdote of Men by the Thousand, en Collected Poetry and Prose,1997

En su ensayo El valor de la imaginación ("Imagination as Value"), afirma: «la verdad parece ser aquello que vivimos en conceptos de imaginación antes de que la razón lo haya fijado». La imaginación es el mecanismo a través del cual inconscientemente conceptuamos las estructuras vitales, mientras que la razón es la forma en que elaboramos conscientemente dichos esquemas.
Este proceso de correspondencias o abstracción lírica («Yo tenía tres mentes, / como un árbol / en que hubiera tres mirlos.») es explicado por su traductor al español, Andrés Sánchez Robayna: «De la herencia romántica y simbolista toma Stevens gran parte de sus motivos e imágenes para llevarlos a una zona de abstracción y de teoría que ha venido considerándose (extrañamente) como la parte más enigmática y compleja de su obra».

## Reputación e influencia
Desde que se dio a conocer, críticos y poetas han reconocido el inmenso talento de Stevens. Hart Crane escribió a un amigo en 1919, tras leer algunos de los poemas de Harmonium: «Hay un hombre cuyo trabajo hace que todos los demás nos sintamos muy poca cosa». En los años 30, el crítico Yvor Winters censuró a Stevens por hedonista decadente, pero reconociendo el gran valor poético de su obra. Al principio de los años 40, el crítico Randall Jarrell afirmó que Stevens era uno de los mayores poetas estadounidenses vivos.
La obra de Stevens recibió más atención después de su muerte. Harold Bloom, Helen Vendler y Frank Kermode están entre los que más la han valorado. Muchos poetas –James Merrill y Donald Justice, en concreto– han reconocido su influencia, visible también en otros como John Ashbery, Mark Strand, A. F. Moritz, John Hollander, etc.
De sus Adagia (aforismos sobre poesía):

A la larga, la verdad no importa.

La poesía es una respuesta a la necesidad diaria de arreglar el mundo.

La poesía es un faisán que desaparece entre la maleza.

## Obra
Fuente: Página del autor de la Poetry Foundation.

### Poesía
- Harmonium, 1923.
- Ideas of Order, 1935.
- Owl's Clover, 1936.
- The Man with the Blue Guitar, 1937.
- Parts of a World, 1942.
- Notes Toward a Supreme Fiction, 1942.
- Esthetique du Mal, 1945.
- Transport to Summer, 1947.
- A Primitive Like an Orb, 1948.
- The Auroras of Autumn, 1950.
- Selected Poems, 1952.
- The Collected Poems of Wallace Stevens, 1954.
- Opus Posthumous, ensayos, 1957.
- Poems by Wallace Stevens, 1959.
- The Palm at the End of the Mind: Selected Poems and a Play by Wallace Stevens, 1971.
- Collected Poetry and Prose, 1997.

### Prosa
- Three Academic Pieces: The Realm of Resemblance, Someone Puts a Pineapple Together, Of Ideal Time and Choice, ensayos, 1947.
- The Relations between Poetry and Painting, 1951.
- Raoul Duly: A Note, 1953.
- The Necessary Angel: Essays on Reality and the Imagination, ensayos, 1960.
- Letters of Wallace Stevens, editado por su hija Holly Stevens, 1966.

## Obra traducida al castellano

### Libros traducidos
- Harmonium, Icaria, 2002. Traducción de Harmonium. Traducción, prólogo y notas de Julián Jiménez Hefferman. ISBN 84-7426-565-7.
- Ideas de orden, Lumen, 2011. Traducción de Ideas of Order, por Daniel Aguirre Oteiza. ISBN 978-84-264-1888-3.
- El hombre de la guitarra azul incluyendo Ideas de orden, Icaria, 2003. Traducción de The Man with the Blue Guitar y Ideas of Order. Traducción, prólogo y notas de Julián Jiménez Heffernan. ISBN 84-7426-628-9.
- Notas para una ficción suprema, Pre-textos, 1996. Edición y traducción de Javier Marías. ISBN 84-8191-099-6.
- Poemas tardíos, Lumen, 2010. Traducción de Opus Posthumous por Daniel Aguirre. ISBN 978-84-264-1751-0.
- El ángel necesario : ensayos sobre la realidad y la imaginación, Visor, 1994. Traducción de The Necessary Angel: Essays on Reality and the Imagination, por A.J. Desmonts. ISBN 84-7774-716-4.

### Recopilaciones
- Poesía esencial, Rialp, 1974. Selección, prólogo y traducción de Hernán Galilea.
- 16 poemas de Harmonium : 10 cartas, Taberna de Cimbeles, 1979. Selección y traducción de Tomás March. ISBN 84-300-0371-1.
- Poemas, Plaza & Janés, 1980. Selección y traducción de Andrés Sánchez Robayna. ISBN 84-01-81036-1.
- Adagia. Texto bilingüe, Península, 1987. Prólogo y traducción de Marcelo Cohen. ISBN 84-297-2564-4.
- Las auroras de otoño y otros poemas, Visor, 1993. Selección y traducción de Jenaro Talens. ISBN 84-7522-311-7.
- Aforismos completos, Lumen, 2002. Prólogo y traducción de Daniel Aguirre. ISBN 84-264-2869-X.
- De la simple existencia: antología poética, Galaxia Gutenberg, 2003. Selección, traducción y prólogo de Andrés Sánchez Robayna.
- La roca, Lumen, 2008. traducción de Daniel Aguirre. ISBN 978-84-264-1676-6.
- Poesía reunida, DeBolsillo, 2019. Edición de Andreu Jaume; traducción de Andrés Sánchez Robayna, Daniel Aguirre y Andreu Jaume. ISBN 978-84-663-4801-0.
- El intelecto no está de moda: pequeños ensayos y poemas, Animal Sospechoso Editor, 2022. Edición y traducción de Santiago Sanz y Misael Ruiz; prólogo de Santiago Sanz. ISBN 978-84-122786-9-9.

## Premios y reconocimientos
- 1949: Bollingen Prize for Poetry por Harmonium y Ideas of Order. Concedido por la Universidad de Yale.[13]
- 1951: Medalla Robert Frost por su trayectoria. Concedida por la Poetry Society of America.[14]
- 1951: Premio Nacional del Libro de Poesía por The Auroras of Autumn.[15]
- 1955: Premio Nacional de Libro de Poesía por The Collected Poems of Wallace Stevens.[16]
- 1955: Premio Pulitzer de Poesía por The Collected Poems of Wallace Stevens.[17]